# FK 야고디나
FK 야고디나(Fudbalski Klub Jagodina)는 야고디나를 연고지로 하는 세르비아의 옛 축구 클럽이다. 1919년 JSK 조라라는 이름으로 창단되었으며, 1962년 현재의 이름으로 바뀌었다. 2013년엔 세르비아 컵 우승을 차지하였다.

## 역대 감독
| 감독      | 임기 |
| --------- | ---- |
| 졸탄 사보 | 2016 |